# 2010 au Niger
2008 au Niger - 2009 au Niger - 2010 au Niger - 2011 au Niger - 2012 au Niger
 2008 par pays en Afrique - 2009 par pays en Afrique - 2010 par pays en Afrique - 2011 par pays en Afrique - 2012 par pays en Afrique -

Cet article présente les faits marquants de l'année 2010 au Niger.

## Chronologie

### Février 2010

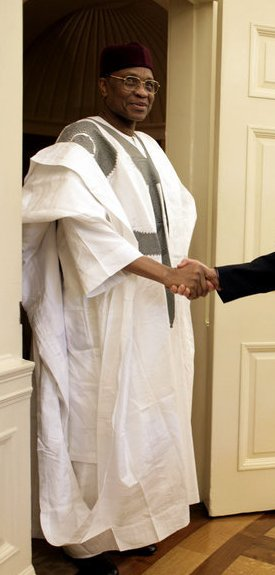
Mamadou Tandja
(juillet 2005)

- Jeudi  18 février 2010 : Coup militaire d'État au Niger dirigé par un officier, le commandant Adamou Harouna : le président Mamadou Tandja est arrêté ainsi que de nombreux ministres. Les putschistes ont suspendu la Constitution suspendue et dissous toutes les institutions. Il n'y a eu aucun renfort massif de l'armée en direction du palais présidentiel, cette dernière n'ayant visiblement pas pris position pour l'un ou l'autre camp. Le Niger traverse une grave crise politique depuis que Mamadou Tandja, après dix ans de pouvoir, avait dissous le Parlement et obtenu une prolongation de son mandat pour au moins trois ans à la tête du pays. Le Niger est un pays pauvre du Sahel mais troisième producteur mondial d'uranium, avec une forte implantation du groupe nucléaire français Areva[1].
- Vendredi 19 février 2010 :
  - La chaîne de télévision d'État, Télé Sahel, diffuse les images des putschistes entourant le  porte-parole du Conseil militaire, le colonel Goukoye Abdoulkarim, qui a annoncé avoir suspendu la Constitution après le coup d'État. Parmi eux :
    - Le chef d'escadron Salou Djibo, chef de la junte et nouvel homme fort, il dirigeait depuis la plus importante garnison de la capitale ;Salou Djibo 
 (2010)

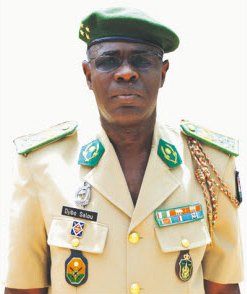
Salou Djibo
(2010)

    - le colonel Dijibrilla Hamidou Hima, aussi appelé « Pelé », commandant de la plus importante zone de défense du Niger ;
    - le commandant Abdoulaye Adamou Harouna, ancien aide de camp du commandant Daouda Malam Wanké, qui avait dirigé en 1999 la junte arrivée au pouvoir après avoir renversé le président Ibrahim Baré Maïnassara ;
    - le capitaine Abdoulaye Gueriel, aide de camp du premier ministre, Ali Badjo Gamatié.

  - Plusieurs regroupements d'habitants ont lieu dans les villes pour montrer leur joie après le coup d'État et l'opposition, regroupée dans la Coordination des forces démocratiques pour la république, appelle à une grande manifestation demain à Niamey, en soutien à la junte qui a renversé le président Mamadou Tandja.
  - Le coup d'État a fait 3 morts et une dizaine de blessés.
  - L'Union européenne et la France critiquent vivement le coup d'État et annoncent suspendre toute aide.
  - Le département d'État américain estime que l'action du président déchu a « très bien pu précipiter ce qui s'est passé ».
  - La presse internationale souligne que ce coup d'État était « prévisible », estime que le président Mamadou Tandja en est le premier responsable et voit dans ce putsch une possibilité de mettre fin à une dérive autocratique[2].
- Samedi 20 février 2010 : « Tous » les membres du dernier gouvernement du président Mamadou Tandja arrêtés lors du coup d'État de jeudi ont été libérés, annonce le colonel Djibrilla Hamidou Hima en marge d'un sommet de chefs d'État ouest-africains à Bamako. Des milliers de personnes ont défilé pour soutenir les putschistes et célébrer « le renversement de la dictature Tandja ».
- Lundi 22 février 2010 :
  - L'ancien président déposé, Mamadou Tandja, serait détenu par la junte militaire dans une résidence officielle luxueuse, près du palais présidentiel, et seul son médecin peut lui rendre visite, a indiqué aujourd'hui un responsable de l'ex-parti au pouvoir.
  - Des centaines de personnes ont manifesté, à l'appel de la Coordination des forces démocratiques (CFDR), à Diffa (sud-est), région dont est originaire le président déchu Mamadou Tandja, en soutien à la junte qui a pris le pouvoir la semaine dernière. Selon le colonel Moustapha Ledru : « Nous nous engageons à réconcilier les Nigériens et restaurer une véritable démocratie comme en 1999 », lorsque des militaires avaient renversé le régime d'Ibrahim Baré Maïnassara avant de remettre le pouvoir aux civils la même année[3].
  - Le chef d'escadron Salou Djibo, no 1 de la junte, appelée « Conseil suprême pour le rétablissement de la démocratie », qui a pris le pouvoir la semaine dernière lors d'un coup d'État, est désormais le nouveau chef de l'État et du gouvernement, selon une ordonnance lue à la radio publique, relative à « l'organisation des pouvoirs pendant la période de transition », sans indication de durée. Un Comité constitutionnel et une Cour d'État seront créés pour remplacer la Cour constitutionnelle et la Cour suprême, dissoutes après le coup d'État. La junte, qui assure avoir agi « au nom de l'intérêt supérieur de la nation nigérienne, et non pour son propre compte », a plusieurs fois réaffirmé son souhait de rétablir la démocratie[4].

### Mars 2010
- Vendredi 5 mars 2010 : La junte libère l'ex-premier ministre, Ali Badjo Gamatié, et les anciens ministres des Finances, de la Justice, de l'Équipement et des Mines, détenus depuis le coup d'État militaire du 18 février, mais l'ex-président Mamadou Tandja et son ministre de l'Intérieur, Albadé Abouba, restent toujours prisonniers.
- Lundi 8 mars 2010 :
  - Plusieurs soldats nigériens ont été tués dans une attaque surprise contre un poste militaire à Tiloa (région de Tillaberi, au nord de Niamey, ouest), près de la frontière avec le Mali. Les assaillants se sont aussitôt repliés.
  - La junte limoge le directeur de la Société nigérienne d'électricité (Nigelec) qui la dirige depuis dix ans. Il est un proche du président déchu Mamadou Tandja.
- Mercredi 10 mars 2010 : Le chef de la junte, Salou Djibo nomme ar décret des militaires à la tête de sept des huit régions du Niger, jusqu'ici dirigées par des civils, dont les régions d'Agadez (nord), de Tillabéri et de Tahoua (ouest), qui sont des lieux de troubles. Un seul civil, Issoufou Yacouba, est porté à la tête du gouvernorat de Dosso (sud-ouest).
- Lundi 29 mars 2010 : L'ONG Greenpeace accuse, dans un rapport, le groupe français Areva, numéro un mondial du nucléaire civil, et le premier employeur privé au Niger, de mettre en danger la santé des riverains des mines d'uranium qu'il exploite dans le nord du Niger, exige qu'une étude indépendante établisse le niveau de radiation dans deux cités minières, Arlit et Akokan, et demande leur décontamination : « Les habitants d'Arlit et d'Akokan vivent entourés d'air empoisonné, de terres contaminées et d'eau polluée. Chaque jour qui passe, les Nigériens sont exposés aux radiations, à la pauvreté et aux maladies ». Le rapport met en évidence des concentrations anormales d'uranium dans le sol, et de radon, un gaz naturel radioactif, dans l'air, ou encore la présence sur les marchés de matériels radioactifs recyclés, provenant des mines. Les prélèvements ont été effectués aux abords des mines comme dans les deux localités, où vivent environ 80 000 personnes[5].
- Mardi 30 mars 2010 : Le ministre de l'Intérieur, Cissé Ousmane annonce que plusieurs anciens ministres nigériens fidèles au président déchu Mamadou Tandja ont été arrêtés, dont l'ex-premier ministre. Ils sont accusés d'avoir mené des actions « subversives » et ont été placés en détention dans un camp des forces de police pour être présentés à un juge. D'autre part, le directeur de la police annonce des centaines de personnes avaient été interpellées en vue de rétablir l'ordre.

### Avril 2010
- Jeudi 1er avril 2010 : Quelque 150 participants aux « États généraux » de la presse ont adopté, à l'issue de trois jours de travaux, un texte proposant de remplacer par des amendes les peines de prison pour les journalistes accusés de délits de presse. Parmi les délits visés figurent la diffamation, l'injure ou la propagation de fausses nouvelles. Sous le régime de l'ex-président Mamadou Tandja (1999-2010), les journalistes avaient dénoncé des tentatives de « musellement » par les autorités. Responsables de publications et journalistes avaient été souvent écroués à la suite de plaintes de personnalités proches du pouvoir. Le premier ministre de transition, Mahamadou Danda estime que cette dépénalisation « ne peut et ne doit être une carte blanche aux journalistes au détriment du citoyen, de la société et de l'État […] Elle ne saurait également cautionner aucun crime, abus ou provocation »[6].
- Vendredi 2 avril 2010 : Les graves pénuries alimentaires qui touchent de nombreux villages sont la cause d'un important exode des familles rurales vers les villes et d'un abandon massif de leurs écoles par les élèves. Les populations de plusieurs pays sahéliens, en situation de malnutrition chronique depuis des années, ont été plongées dans une crise par le manque de pluies en 2009. La faim menace dix millions de personnes; plus de 50 enfants morts de malnutrition depuis janvier. La région de Zinder est l'une des plus sévèrement touchées par la crise alimentaire[7].
- Dimanche 4 avril 2010 :
  - Le Maroc annonce avoir envoyé au Niger une importante aide humanitaire pour permettre à ce pays de faire face à une grave crise alimentaire. Cette aide composée de denrées alimentaires et de médicaments a été acheminée à la demande du roi Mohammed VI par 3 avions.
  - L'ex-ministre de la Communication et ex-porte-parole du gouvernement, Moctar Kassoum, sous le régime déchu de Mamadou Tandja, a entamé une grève de la faim pour protester contre sa mise en résidence surveillée par la junte avec 13 autres personnalités détenues depuis plusieurs jours pour des « soupçons d'atteinte à la sûreté de l'État ».
- Mardi 20 avril 2010 : Un « touriste » Français et son « chauffeur » Algérien ont été enlevés « par des hommes armés » dans le nord du Niger, près de la localité de Inabangaret près de la frontière algérienne, dans une zone où opèrent des éléments d'Al-Qaida au Maghreb islamique (AQMI).
- Vendredi 23 avril 2010 : Selon le responsable des affaires humanitaires de l'ONU, John Holmes, quelque 10 millions de personnes souffrent de la grave crise alimentaire qui touche plusieurs pays de la région du Sahel, dont 7,8 millions d'habitants du Niger qui sont en « état d'insécurité alimentaire », mais « il y a aussi le Tchad et la Mauritanie peut-être ». « Le niveau de malnutrition a atteint un niveau alarmant dans plusieurs régions du Niger avec une malnutrition sévère surtout chez les enfants » en raison notamment de la sécheresse ayant affecté les récoltes. Il a appelé la communauté internationale à « agir maintenant pour éviter les pires conséquences »[8].
- Jeudi 29 avril 2010 : Le ressortissant algérien enlevé le 20 avril par un groupe armé lié à AQMI dans le nord du Niger a été libéré « dans le désert du Mali » et se trouve désormais en Algérie, tandis que le Français septuagénaire avec lequel il se trouvait est toujours retenu « dans le désert côté malien ». Selon le journal En Nahar, les deux otages « ont été emmenés à bord de deux véhicules vers la région de Inabagharit » (nord du Niger), puis les ravisseurs ont libéré l'Algérien « en plein désert du Mali, après l’avoir battu et lui avoir bandé les yeux ». Aidé par des Bédouins, l'otage libéré a pu rejoindre la frontière algéro-malienne vers Tin Zitounine, avant d'être pris en charge par les forces de sécurité algériennes. « Les terroristes auraient libéré l’otage algérien afin d’éviter tout conflit avec les tribus Touareg »[9].

### Mai 2010
- Dimanche 16 mai 2010 : Le chauffeur algérien du français, Michel Germaneau (78 ans), enlevé en avril dans le nord nigérien  a été extradé à Niamey, pour être inculpé et écroué au Niger pour « complicité d'enlèvement » par Al-Qaïda au Maghreb islamique  qui a demandé à « la France et à ses alliés dans la région la libération de ses détenus » en contrepartie de celle du ressortissant français. Les ravisseurs ont diffusé cette semaine un enregistrement sonore et une photo présentés comme ceux du Français enlevé, qui dit souffrir d'une grave maladie du cœur et ne plus avoir de médicaments[10].

### Juin 2010
- Vendredi 4 juin 2010 : Selon la commissaire européenne à l'aide humanitaire, Kristalina Georgieva, la crise alimentaire « empire » au Niger, avec la très cruciale « période de soudure », qui débute en juin avec la campagne agricole pour se clore en septembre avec les récoltes. Une hausse du nombre d'enfants souffrant de malnutrition a été constatée dans les hôpitaux et centres de traitements de l'ONG Médecins sans frontières. La Commission vient d'allouer une enveloppe supplémentaire de 15 millions d'euros pour aider le Niger à passer la crise alimentaire. Selon l'ONU, plus de 7 millions de Nigériens — plus de la moitié de la population — sont en état d'insécurité alimentaire[11].
- Mercredi 9 juin 2010 : Le Niger s'est engagé avec cinq autres pays africains à ce qu'« aucun enfant de moins de 18 ans ne prenne part, directement ou indirectement, à des hostilités et, le cas échéant, de prévenir toute forme de recrutement ». Il s'agit d'un accord en treize points, dont une stratégie transfrontalière contre la prolifération et le trafic d'armes légères. Les signataires ont également promis de ratifier le protocole additionnel à la Convention des droits de l'enfant de l'ONU concernant l'implication d'enfants dans les conflits armés[12].

### Juillet 2010
- Jeudi 22 juillet 2010 : L'ONG Médecins sans frontières (MSF) alerte sur la grave crise alimentaire au Niger qui frappe depuis le début de l'année huit millions de personnes, en particulier de jeunes enfants : « Tous les ans, il y a une crise nutritionnelle récurrente au Niger. Mais cette année la situation est particulièrement grave. C'était malheureusement prévisible dès la fin 2009 à la suite des mauvaises récoltes dues à la sécheresse ». MSF qui  travaille dans huit hôpitaux et près de 60 centres de santé ambulatoires en distribuant des produits thérapeutiques et de prévention à base de lait, de protéines animales et de vitamines, a déjà traité 50 000 enfants depuis le début de l'année et compte en prendre en charge 165 000en 2010. Le Programme alimentaire mondial (PAM) s'est fixé comme objectif la prise en charge de 380 000 enfants[13].
- Dimanche 25 juillet 2010 : Le chef d'al-Qaida au Maghreb islamique, Abou Moussab Abdel Wadoud, annonce l'exécution de l'otage français, Michel Germaneau, dans un enregistrement sonore diffusé ce soir par la chaîne de télévision Al-Jazira. L'ingénieur à la retraite enlevé au Niger en mai alors qu'il participait à une mission humanitaire avait 78 ans et souffrait de problèmes cardiaques. Le chef d'AQMI explique avoir tué l'otage la veille « pour venger nos six frères tués dans la lâche opération de la France », alors que l'ultimatum initial expirait le 26 juillet[14].
- Mardi 27 juillet 2010 : Le groupe d'activités nucléaires, Areva, annonce le renforcement de sa sécurité au Niger où il exploite deux gisements d'uranium et emploie près de 2 500 personnes, dont une cinquantaine de Français. Présent depuis 40 ans au Niger où il extrait près de la moitié de son uranium, Areva assure la sécurité de ses salariés en collaboration avec les forces publiques nigériennes et également « des sociétés de sécurité sur place ». Areva a récemment enterré la hache de guerre avec les autorités de Niamey, qui l'avaient un temps accusé de soutenir la rébellion touareg.

### Septembre 2010

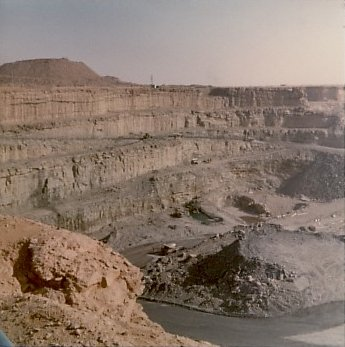
Photo de la mine à ciel ouvert d'Arlit

- Jeudi 16 septembre 2010 : Dans la nuit, un groupe de sept personnes, dont deux expatriés français travaillant pour Areva, ont été enlevés dans la nuit dans un quartier sécurisé près de la cité d'exploitation minière d'Arlit qui abrite les travailleurs employés sur les gigantesques gisements d'uranium[15].
- Vendredi 17 septembre 2010 :
  - Les cinq Français et deux Africains enlevés par le groupe armé auraient gagné le désert malien selon des sources sécuritaires nigériennes et algériennes.
  - La France commence l'évacuation de ses ressortissants présents dans la « zone rouge » du Sahel où sont susceptibles d'opérer les activistes d'Al-Qaida au Maghreb islamique (AQMI), soit quelques dizaines de Français se trouvant dans cette région à cheval entre le Niger, le Mali et la Mauritanie. Une quinzaine de Français devraient rester à Niamey[16].
- Samedi 18 septembre 2010 : Le groupe armé qui a enlevé 7 personnes dans les quartiers sécurisés du site d'Arlit auraient bénéficié de « complicités internes » au dispositif sécuritaire sur place, car « les ravisseurs étaient bien renseignés » et que les portes se soient « ouvertes […] facilement dans le camp de Satom »[17].
- Dimanche 19 septembre 2010 :
  - Selon des révélations, des gardes sans armes surveillaient les résidences des expatriés d'Areva et Vinci à Arlit où ont été enlevés le 16 septembre cinq Français et deux Africains, mais les deux groupes ont affirmé que la sécurité incombait à l'armée nigérienne. La sécurité du site relevait d'un accord avec le gouvernement nigérien qui assurait la présence à Arlit de 350 gendarmes et militaires qui, eux, étaient armés. Selon des proches des otages ces derniers auraient évoqué des craintes avant leur rapt. Le directeur de l'hebdomadaire nigérien L'Evénement, Moussa Aksar, serait détenu par la police à Niamey pour avoir « mis en cause » sur la chaîne de télévision France 24 « le dispositif nigérien de sécurité » dans la région[18],[19].
  - De son côté, le gouvernement assure que le groupe Areva avait choisi de confier la sécurité de son personnel à Arlit à « des agents privés pas armés » plutôt qu'aux « Forces de défense et de sécurité », « ce qui n'est pas le cas d'autres opérateurs ». L'armée est donc seulement présente à Arlit pour protéger les sites d'extraction d'uranium, qui sont « stratégiques »[20],[21].
- Lundi 20 septembre 2010 : RMC révèle que plusieurs sous-traitants et employés d'Areva au Niger ont reçu sur leurs téléphones portables, quelques semaines avant l'enlèvement des sept d'Arlit, le message suivant : « Nous vous prions de quitter le projet sinon nous vous ferons partir par tous les moyens ». Selon eux, Areva n'a pas pris assez de précautions, puisque les vigiles privés qui gardaient les résidences n'étaient pas armés et que les militaires n'étaient pas assez présents sur les lieux de vie[22].
- Mardi 21 septembre 2010 :
  - Al-Qaida au Maghreb islamique revendique l'enlèvement des sept expatriés étrangers, dont cinq Français et un Togolais et un Malgache, dans un message audio diffusé par la télévision Al Jazeera. L'enlèvement a été mené par un groupe conduit par l'islamiste algérien, Abdelhamid Abou Zeid, qui dirige le groupe AQMI au Mali. Il est considéré comme responsable de l'assassinat en 2009 de l'otage britannique Edwin Dyer et de la mort de l'otage français Michel Germaneau en juillet 2010. Ils seraient désormais retenus dans le  nord-est du Mali, dans une zone montagneuse du désert, limitrophe de l'Algérie[23].
  - Areva reconnaît avoir reçu des autorités nigériennes une lettre datée du 1er septembre qui faisait état de menaces d'enlèvement dans la région d'Arlit.
- Mercredi 22 septembre 2010 : L'ex-rébellion armée touareg du Niger s'est dite prête « à assurer » la sécurité dans le Sahel, après l'enlèvement de 7 employés d'Areva à Arlit à l'issue d'une réunion qui s'est tenue mercredi à Agadez (nord) : « Nous prenons à témoin la communauté nationale et internationale quant à notre disponibilité pour soutenir tout processus de sécurisation de la bande Sahélo-Saharienne ». Le nord du pays est l'ancien théâtre de ses opérations entre 2007 et 2009 alors que les ex-mouvements armés touareg interpellent fortement les autorités nigériennes, ainsi que la France et l'Algérie sur « le sort » de ses « 4 000 ex-combattants abandonnés à eux-mêmes » depuis leur démobilisation en 2009. Ils estiment que la situation actuelle de recrudescence de l'insécurité dans le nord désertique du Niger, abritant les mines d'uranium, « est la conséquence de cette indifférence » vis-à-vis de leurs éléments après leur désarmement. Les ex-rebelles reprochent également au gouvernement nigérien de « n'avoir jamais » tenu ses promesses en vue de leur réinsertion sociale ou de les « associer dans la construction de la paix et dans la sécurité du Sahara »[24].
- Jeudi 30 septembre 2010 : La patronne d'Areva, Anne Lauvergeon, est à Niamey pour rencontrer le président de la junte, Salou Djibo, deux semaines après le rapt de sept expatriés.

### Octobre 2010
- Dimanche 10 octobre 2010 : Le chef de la junte, le général Salou Djibo, supprime par décret le poste de secrétaire permanent du colonel Abdoulaye Badié (no 2 du régime) qui redevient simple membre du Conseil suprême pour la restauration de la démocratie. Arrêté le mercredi 14, il est relâché en fin de journée[25].
- Vendredi 15 octobre 2010 : La sécurité militaire a procédé à l'arrestation du no 2 de la junte militaire, le colonel Abdoulaye Badié et de l'un des commandants de la Garde nationale, le colonel Abdou Sidikou, pour complot visant à renverser le chef de l'État par intérim, le général Salou Djibo[26].
- Samedi 16 octobre 2010 : Le colonel Amadou Diallo, ministre de l'Équipement de la junte, membre du CSRD, et le lieutenant-colonel Sanda Boubacar, membre du CSRD, sont arrêtés pour « tentative de déstabilisation du régime ».
- Vendredi 22 octobre 2010 : Le Conseil suprême pour la restauration de la démocratie accuse les 4 officiers arrêtés d'avoir « ourdi le complot qui vient d'être déjoué et qui consistait à mettre un terme à la transition, y compris en attentant à la vie » du président du CSRD, le général Salou Djibo. En outre l'opération d'« assainissement » économique et financier en cours « n'était pas pour conforter certains de ces officiers […] impliqués dans la gestion de certains dossiers ténébreux ». Le Conseil assure que la référendum constitutionnel du 31 octobre et « les élections programmées seront organisés dans les délais prescrits et les nouvelles institutions démocratiques établies seront mises en place comme convenu » : « La situation est sous contrôle et la restauration de la démocratie dans notre pays ne sera entravée par aucune velléité négative ou ambition personnelle […] Ce dont notre pays a le plus besoin est la restauration de la démocratie, la réconciliation des Nigériens et l'assainissement économique et financier »[27].
- Dimanche 31 octobre 2010 : Référendum constitutionnel marquant « une étape essentielle qui constitue le préalable à l'organisation des élections présidentielles, législatives et locales » pour la restauration de la démocratie après le coup d'État de février. Le « oui » a recueilli 90,18 % des voix.

### Novembre 2010
- Lundi 8 novembre 2010 : La Cour de justice de la Communauté économique des États d'Afrique de l'Ouest (Cédéao), déclarant « arbitraire l'arrestation et la détention » de Mamadou Tandja « ordonne la libération » du président déchu, détenu depuis février par la junte qui la renversé. La Cour « déclare non établis les faits de torture, traitements cruels, inhumains ou dégradants allégués contre l'État du Niger »[28].

### Décembre 2010
- Samedi 11 décembre 2010 : Le président sénégalais, Abdoulaye Wade, demande au chef de la junte, le général Salou Djibo, de faire libérer l'ex-chef d’État nigérien, Mamadou Tandja, renversé en février.
- Vendredi 17 décembre 2010 : La Cour d’État du Niger a levé l'immunité du président déchu Mamadou Tandja, ouvrant la voie à des poursuites judiciaires contre lui pour de présumées malversations financières, « suite à des contrôles dans divers sociétés et organismes qui ont décelé des irrégularités que les responsables de ces sociétés lui ont imputées directement ou indirectement ». Ces enquêtes ont débuté en mai et ont déjà conduit à l'incarcération de plusieurs hauts responsables, notamment l'ex-patron du Trésor, tous accusés d'avoir dilapidé des fonds publics. Le chef de la junte, le général Salou Djibo, a indiqué à la télévision que plus de 4,7 milliards CFA (plus de 7 millions d'euros) ont été récupérés sur 21 milliards de FCFA (plus de 32 millions d'euros) réclamés par la commission[29].